# Maria Toczko (biochemik)
Maria Toczko (ur. 1927, zm. 11 marca 2018) – polska biochemiczka, prof. dr hab.

## Życiorys
Obroniła pracę doktorską, następnie uzyskała stopień doktora habilitowanego, a potem nadano jej tytuł profesora nadzwyczajnego.
Pracowała w Katedrze Biochemii na Wydziale Rolniczym Szkole Głównej Gospodarstwa Wiejskiego w Warszawie, oraz pełniła funkcję członka Rady na Wydziale Rolniczym i Biologii Szkole Głównej Gospodarstwa Wiejskiego w Warszawie.
Zmarła 11 marca 2018.

## Odznaczenia i wyróżnienia
- Złota Odznaka ZNP[3]
- Nagroda Zespołowa II i III st. MNSzWiT[3]
- Nagroda JM Rektora SGGW (wielokrotnie)[3]
- Odznaka Honorowa „Za Zasługi dla SGGW”[3]
- Złoty Krzyż Zasługi[3]